# Beck-Ola
Beck-Ola è il secondo disco a nome del gruppo Jeff Beck Group, che oltre al chitarrista britannico Jeff Beck annovera musicisti come Rod Stewart e Ron Wood.

Da segnalare la copertina del album tratta dall'opera di René Magritte "La Chambre d'Ecoutè".

## Tracce
1. "All Shok up" - 4:52 (Elvis Presley, Otis Blackwell)
2. "Spanish Boots" - 3:36 (Jeff Beck, Rod Stewart, Ron Wood)
3. "Girl From Mill Valley" - 3:47 (Nick Hopkins)
4. "Jailhouse Rock" - 3:17 (Jerry Leiber, Mike Stoller)
5. "Plynth (Water Down the Drain)" - 3:07 (Nicky Hopkins, Rod Stewart, Ron Wood)
6. "The Hangman's Knee" - 4:49 (Jeff Beck, Nicky Hopkins, Rod Stewart, Ron Wood, Tony Newman)
7. "Rice Pudding" - 7:22 (Jeff Beck, Nicky Hopkins, Ron Wood, Tony Newman)

## Formazione
- Rod Stewart - voce
- Jeff Beck - chitarra
- Ron Wood - basso
- Nicky Hopkins - pianoforte
- Tony Newman - batteria